# Пшибоже (Західнопоморське воєводство)
Пшибоже (пол. Przyborze) — село в Польщі, у гміні Лобез Лобезького повіту Західнопоморського воєводства.
Населення — 42 особи (2011).
У 1975-1998 роках село належало до Щецинського воєводства.

## Географія
Пшибоже розташоване приблизно за 7 кілометрів північніше міста Лобез, на Лобезькій височині. Західніше села тече річка Рега, також неподалік розташоване озеро Карвово.

## Демографія
Демографічна структура станом на 31 березня 2011 року:
|          | Загалом | Допрацездатний вік | Працездатний вік | Постпрацездатний вік |
| -------- | ------- | ------------------ | ---------------- | -------------------- |
| Чоловіки | 22      | 3                  | 18               | 1                    |
| Жінки    | 20      | 4                  | 10               | 6                    |
| Разом    | 42      | 7                  | 28               | 7                    |